# Peter Care
Peter Alan Care (Penzance, 28 de abril de 1953) es un director británico de videoclips, comerciales y películas. Durante su carrera, ha dirigido videos para artistas y bandas como Cabaret Voltaire, R.E.M., Bruce Springsteen, Roy Orbison, Depeche Mode, Tina Turner y New Order, entre otros.
Debutó como director de largometrajes en 2002 con el filme The Dangerous Lives of Altar Boys.

## Filmografía

### Televisión
- Six Feet Under, episodio "The Black Forest" (2004)

### Cine
- The Dangerous Lives of Altar Boys (2002)
- Road Movie (1996)
- Johnny Yesno (1982)

### Videoclips
| Canción                           | Artista                       | Año  |
| --------------------------------- | ----------------------------- | ---- |
| "Aftermath"                       | R.E.M.                        | 2004 |
| "Leaving New York"                | R.E.M.                        | 2004 |
| "Electrolite"                     | R.E.M.                        | 1996 |
| "Secret Garden"                   | Bruce Springsteen             | 1995 |
| "It's Good to Be King"            | Tom Petty                     | 1995 |
| "What's the Frequency, Kenneth?"  | R.E.M.                        | 1994 |
| "Say Something"                   | James                         | 1994 |
| "Why Must We Wait Until Tonight?" | Tina Turner                   | 1993 |
| "I Don't Wanna Fight (No More)"   | Tina Turner                   | 1993 |
| "Regret"                          | New Order                     | 1993 |
| "When Heroes Go Down"             | Suzanne Vega                  | 1993 |
| "Man on the Moon"                 | R.E.M.                        | 1992 |
| "Drive"                           | R.E.M.                        | 1992 |
| "I Drove All Night"               | Roy Orbison                   | 1992 |
| "Radio Song"                      | R.E.M.                        | 1991 |
| "Keep Coming Back"                | Richard Marx                  | 1991 |
| "I'm Not the Man I Used to Be"    | Fine Young Cannibals          | 1989 |
| "Hypnotised"                      | Cabaret Voltaire              | 1989 |
| "Leave a Light On"                | Belinda Carlisle              | 1989 |
| "Good Thing"                      | Fine Young Cannibals          | 1989 |
| "Back on Holiday"                 | Robbie Nevil                  | 1988 |
| "One Time One Night"              | Los Lobos                     | 1988 |
| "Circle in the Sand"              | Belinda Carlisle              | 1988 |
| "Don't Shed a Tear"               | Paul Carrack                  | 1987 |
| "American Dream"                  | Simon F                       | 1987 |
| "Maybe Someday..."                | Simply Red                    | 1987 |
| "Don't Argue"                     | Cabaret Voltaire              | 1987 |
| "What You Get is What You See"    | Tina Turner                   | 1987 |
| "C'est la Vie"                    | Robbie Nevil                  | 1986 |
| "Space"                           | It's Immaterial               | 1986 |
| "More Than Physical"              | Bananarama                    | 1986 |
| "Venus"                           | Bananarama                    | 1986 |
| "Stripped"                        | Depeche Mode                  | 1986 |
| "Smoking Gun"                     | The Robert Cray Band          | 1986 |
| "Driving Away from Home"          | It's Immaterial               | 1986 |
| "Final Solution"                  | Peter Murphy                  | 1986 |
| "Rise"                            | P.I.L.                        | 1986 |
| "Friday Night in This Cold City"  | Floy Joy                      | 1986 |
| "It's Called a Heart"             | Depeche Mode                  | 1985 |
| "May the Cube Be with You"        | Thomas Dolby & George Clinton | 1985 |
| "Shake the Disease"               | Depeche Mode                  | 1985 |
| "Be Near Me"                      | ABC                           | 1985 |
| "Waving a Flame"                  | Pookah Makes Three            | 1985 |
| "Ed's Funky Diner"                | It's Immaterial               | 1985 |
| "Love like Blood"                 | Killing Joke                  | 1985 |
| "I Want You"                      | Cabaret Voltaire              | 1985 |
| "Vanity Kills"                    | ABC                           | 1985 |
| "Hypnotize"                       | Scritti Politti               | 1984 |
| "Sensoria"                        | Cabaret Voltaire              | 1984 |
| "Resistance"                      | Clock DVA                     | 1983 |
| "Just Fascination"                | Cabaret Voltaire              | 1983 |
| "Crackdown"                       | Cabaret Voltaire              | 1983 |